# Björn Seeliger
Björn Markus Jörg Seeliger, född 11 januari 2000 i Celle i Tyskland, är en svensk simmare. Han har tävlat för Södertälje Simsällskap och Stockholms Kappsimningsklubb.

## Karriär
Den 18 november 2018 slog Seeliger svenskt rekord på 50 meter ryggsim (kortbana) med tiden 23,78. Han har även varit en del av Sveriges lag som slog svenskt rekord på 4x50 meter mixed medley (kortbana).
På SM i kortbanesimning 2016 tog Seeliger silver på 50 meter frisim samt brons på 50 meter fjärilsim och 50 meter ryggsim. På kortbane-SM 2017 tog Seeliger guld på 50 meter frisim och blev samtidigt den första manliga simmaren född på 2000-talet att vinna ett SM-guld. Han tog även silver på 200 meter ryggsim och brons på 50 meter fjärilsim vid kortbane-SM 2017. På kortbane-SM 2018 tog Seeliger guld på 50 meter frisim och 50 meter ryggsim. På kortbane-SM 2019 tog han guld på 50 meter frisim och silver på 100 meter ryggsim.
I juli 2021 vid OS i Tokyo slutade Seeliger på 23:e plats på 50 meter frisim. I juli 2022 vid långbane-SM i Linköping tog Seeliger guld och satte ett nytt svenskt rekord på 50 meter ryggsim efter ett lopp på 25,10 sekunder. Han tog sedan ytterligare ett SM-guld på 100 meter frisim efter ett lopp på 48,84 sekunder.
Vid olympiska sommarspelen 2024 i Paris blev Seeliger utslagen i försöksheatet på både 50 och 100 meter frisim och slutade på 31:a respektive 40:e plats. Han var även en del av Sveriges kapplag som blev utslagna i försöksheatet på 4×100 meter frisim och slutade på 15:e plats.

## Personliga rekord
| Långbana (50 meter) - 50 meter frisim – 21,67 (Doha, 16 februari 2024) - 100 meter frisim – 48,84 (Linköping, 2 juli 2022) - 50 meter ryggsim – 25,10 (Linköping, 1 juli 2022) 0NR0 | Kortbana (25 meter) - 50 meter frisim – 21,52 (Eskilstuna, 16 november 2019) - 100 meter frisim – 48,15 (Glasgow, 7 december 2019) - 50 meter ryggsim – 23,78 (Stockholm, 18 november 2018) |